# Lea Ypi
Lea Ypi (Tirana, 8 settembre 1979) è una filosofa e scrittrice albanese, professoressa di Teoria Politica presso la London School of Economics (LSE) e membro della giuria del Deutscher Memorial Prize.

## Biografia
Nata a Tirana nel 1979,  figlia maggiore di Xhaferr Ypi e Vjollca Veli, cittadini relativamente regolari sotto il regime comunista ma in seguito coinvolti nella politica democratica albanese prima dei disordini civili albanesi del 1997. È cresciuta sia nell'Albania comunista che in quella post-comunista, l'esperienza di questa transizione è l'argomento principale del suo libro Free: Coming of Age at the End of History (2021). La sua famiglia, storicamente musulmana, è stata costretta ad essere atea sotto il regime comunista (attualmente Ypi si dichiara agnostica). Uno dei suoi bisnonni paterni, Xhafer Ypi, fu per breve tempo Primo Ministro dell'Albania negli anni '20, e per un breve periodo guidò il governo albanese all'inizio dell'occupazione italiana. Suo figlio, il nonno di Ypi, è stato imprigionato dal governo comunista albanese per 15 anni.
Si è laureata nel 2002 all'Università degli Studi di Roma "La Sapienza" e ha conseguito un dottorato di ricerca all'Istituto universitario europeo nel 2005, e da un secondo dottorato di ricerca in Teoria Politica sempre presso l'Istituto Universitario Europeo nel 2008, con una tesi sul Cosmopolitismo statalista sotto la supervisione di Peter Wagner. Giornalista per il Guardian, il suo campo di ricerca spazia dalla filosofia dell'Illuminismo, alla teoria politica normativa e alle questioni di giustizia globale. Prima di entrare a far parte della London School of Economics è stata ricercatrice post-dottorato presso il Nuffield College di Oxford.
Professoressa di filosofia politica alla London School of Economics and Political Science, nel 2022 è stata insignita del Premio Ondaatje dedicato alle opere capaci di evocare lo "spirito di un luogo" grazie a Libera, un memoir nel quale ha raccontato il passaggio dalla giovinezza all'età adulta durante la caduta del comunismo in Albania.

## Opere (parziale)

### Saggi
- Stato e avanguardie cosmopolitiche (Global Justice and Avant-Garde Political Agency, 2012), Roma-Bari, Laterza, 2016 traduzione di Elisa Piras ISBN 978-88-581-1051-5.
- Kant and Colonialism: Historical and Critical Perspectives (2014)
- The Meaning of Partisanship con Jonathan White (2016)
- Migration in Political Theory: The Ethics of Movement and Membership (2016)
- The Architectonic of Reason: Purposiveness and Systematic Unity in Kant's Critique of Pure Reason (2021)
- Libera. Diventare grandi alla fine della storia (Free: Coming of Age at the End of History, 2021), Milano, Feltrinelli, 2022 traduzione di Elena Cantoni ISBN 978-88-07-49321-8.
- Confini di classe. Diseguaglianze, migrazione e cittadinanza nello stato capitalista, Milano, Feltrinelli, 2025

## Riconoscimenti
Premio Ondaatje
- 2022 vincitrice con Libera